# St. Stephanus (Hiddesen)

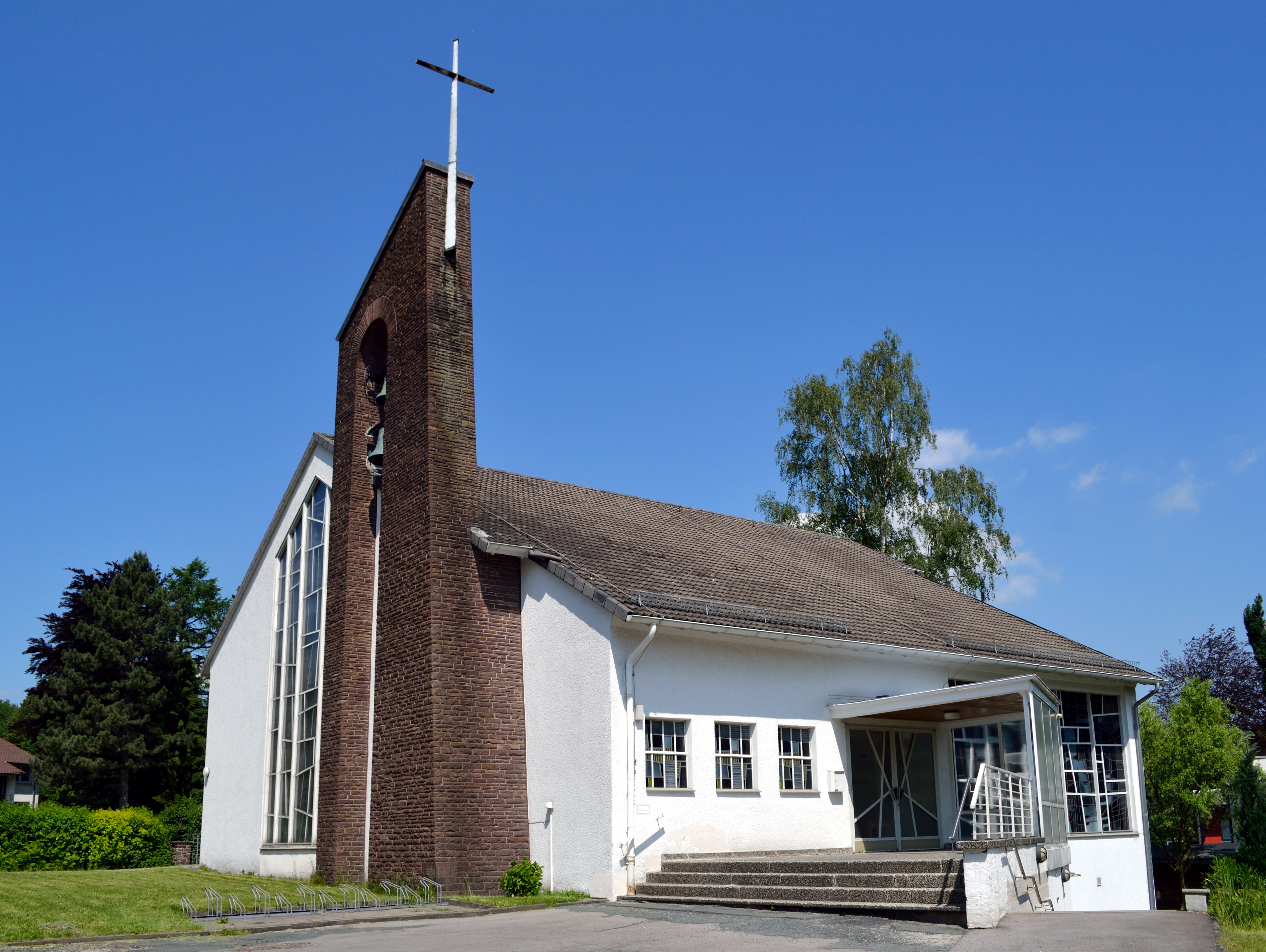
St. Stephanus in Detmold-Hiddesen

St. Stephanus ist eine römisch-katholische Kirche im Detmolder Ortsteil Hiddesen. Sie ist Filialkirche der Gemeinde Heilig Kreuz und gehört damit zum Pastoralverbund Detmold im Dekanat Bielefeld-Lippe des Erzbistums Paderborn. Sie entstand in den Jahren 1957–1958 nach Plänen von Herman Gehrig.

## Architektur
Die Kirche liegt in einem Wohngebiet und ist von größeren Freiflächen umgeben. Der Grundriss ist winkelförmig. Eine große Fensterfläche bestimmt den straßenseitigen Giebel. Eine aus Werkstein vorgesetzte und nach rechts verschobene Wandfläche erhebt sich zum Turm, der von einem großen Kreuz bekrönt wird und unter einem Bogen die sichtbaren Glocken aufnimmt.
Im Inneren wird der Grundriss durch Sakristei, Beichtraum und Windfang kleiner rechtwinklig. Unterhalb des Satteldaches überspannen Betonträger längst den Kirchenraum und führen zur Altarwand. Ihr Mittelstück ist nach hinten versetzt und wird seitlich durch zwei Lichtbänder beleuchtet. Der Altarraum davor ist um zwei Stufen erhöht. Das Gestühl formiert sich von drei Seiten um den blockförmigen Altar. Die tief herunterreichenden Fensterflächen beleuchten den Innenraum. Sie stammen von Hubert Spierling aus dem Jahr 1958.